# Facultad de Ciencias Exactas, Físicas y Naturales (Universidad Nacional de Córdoba)
La Facultad de Ciencias Exactas, Físicas y Naturales es una de las 15 facultades que integran en la actualidad la Universidad Nacional de Córdoba. 
En esta institución se dictan carreras relacionadas con el área de ingeniería, agrimensura, geología y ciencias naturales. También es posible cursar diversas carreras de posgrado.
La facultad cuenta con 2 sedes, una de las cuales se ubica en el centro de la ciudad de Córdoba, mientras que la otra se encuentra en Ciudad Universitaria. Cuenta con 9 escuelas, 22 departamentos, 7 secretarías y 2 bibliotecas.

## Historia
Los primeros antecedentes de la facultad se remontan a 1808 cuando el rector Gregorio Funes creó la cátedra de aritmética, álgebra y geometría, que comenzó a funcionar al año siguiente.
En 1870 el presidente Domingo Faustino Sarmiento llevó a la Universidad de Córdoba a siete profesores alemanes que inauguraron el estudio de las ciencias físico-matemáticas. Los profesores fueron contratados por Carlos Germán Burmeister quien se hizo cargo de la flamante Academia de Ciencias.
En 1875 el entonces presidente Nicolás Avellaneda decretó que la Universidad de Córdoba debía proceder a organizar a la brevedad su Facultad de Ciencias Matemáticas y Físicas.
El 14 de octubre de 1876 se creó la Facultad de Ciencias Exactas, Físicas y Naturales. Entre sus primeros profesores se encuentran: Oscar Doering (física), Adolfo Doering (química), Luis Brackebusch (mineralogía), Jorge Hieronymus (botánica), Hendrik Weyenbergh (zoología) y Francisco Latzina (matemáticas).
El 24 de julio de 1878, el rector nombró al primer decano de la facultad, el Dr. Oscar Doering. Ese año se creó la biblioteca de la facultad.
Las carreras de ingeniería comenzaron gracias a la iniciativa del Dr. Latzina, quien propuso la creación de la Escuela de Ingeniería para la formación de Agrimensores, Arquitectos e Ingenieros Civiles.
Entre 1887 y 1889 el ingeniero Carlos Casaffousth se desempeñó como profesor y decano de la facultad, participando activamente en el mejoramiento de la carrera de ingeniería. Casaffousth fue el autor de las primeras dos obras de ingeniería hidráulica del país: el Dique Mal Paso y el Dique San Roque.
En 1918 comenzó una rebelión estudiantil en la Universidad Nacional de Córdoba que desembocó en la reforma universitaria, que logró la autonomía universitaria, el cogobierno, los concursos públicos de oposición y antecedentes, entre otras cuestiones.
En 1983, un grupo de docentes creó el Instituto Multidisciplinario de Biología Vegetal (IMBIV)  para nuclear las investigaciones en botánica. El primer director fue el Ing. Armando Theodoro Hunziker. Entre sus investigadores se encuentra la bióloga Sandra Díaz, especialista en diversidad funcional y en el efecto del cambio climático sobre la biodiversidad, que ha sido reconocida con diversos premios a nivel nacional e internacional.
Desde 2010 la facultad cuenta con la supercomputadora Cristina, la más potente de Argentina al momento de su compra, financiada por la Agencia Nacional de Promoción Científica y Tecnológica.
En 2011 se fundó el Instituto de Diversidad y Ecología Animal (IDEA) en el que se unieron diversos grupos de investigación de la facultad que trabajaban con especies de animales. Su primera directora fue la Dra. Noemí Gardenal.

## Estructura académica

### Escuelas
- Escuela de Agrimensura
- Escuela de Biología
- Escuela de Geología
- Escuela de Ingeniería Biomédica
- Escuela de Ingeniería Civil
- Escuela de Ingeniería Electrónica
- Escuela de Ingeniería Industrial
- Escuela de Ingeniería Mecánica Aeronáutica
- Escuela de Ingeniería Mecánica-Electricista / Ingeniería Mecánica / Técnico Mecánico-Electricista
- Escuela de Ingeniería Química
- Escuela de Ingeniería en Computación

### Departamentos
- Departamento de Aeronáutica
- Departamento de Agrimensura
- Departamento de Computación
- Departamento de Construcciones Civiles
- Departamento de Diseño
- Departamento de Diversidad Biológica y Ecología
- Departamento de Electrónica
- Departamento de Electrotecnia
- Departamento de Enseñanza de la Ciencia y Técnica
- Departamento de Estructuras
- Departamento de Física
- Departamento de Fisiología
- Departamento de Geología Aplicada
- Departamento de Geología Básica
- Departamento de Hidráulica
- Departamento de Ingeniería Económica y Legal
- Departamento de Máquinas
- Departamento de Matemática
- Departamento de Materiales y Tecnología
- Departamento de Producción, Gestión y Ambiente
- Departamento de Química
- Departamento de Química Industrial

### Museos
- Museo Científico Tecnológico
- Museo Botánico
- Museo de Paleontología
- Museo de Zoología
- Museo de Mineralogía y Geología

## Carreras de grado
En la FCEFYN se dictan las siguientes carreras de grado:
- Agrimensura
- Ciencias Biológicas
- Ciencias Geológicas
- Ingeniería Aeronáutica
- Ingeniería Ambiental
- Ingeniería Biomédica
- Ingeniería Civil
- Ingeniería Electrónica
- Ingeniería en Computación
- Ingeniería Industrial
- Ingeniería Mecánica
- Ingeniería Mecánica Electricista
- Ingeniería Química
- Constructor
- Profesorado en Ciencias biológicas
- Técnico Mecánico Electricista

## Carreras de Posgrado

### Doctorados
- Doctorado en Ciencias de la Ingeniería
- Doctorado en Neurociencias
- Doctorado en Ciencias Geológicas
- Doctorado en Educación en Ciencias Básicas y Tecnología
- Doctorado en Ciencias Biológicas

### Maestrías
- Maestría en Estructuras Civiles
- Maestría en Ciencias de la Ingeniería- Mención Estructuras y Geotecnia
- Maestría en Ciencias de la Ingeniería - Mención Aeroespacial
- Maestría en Ciencias de la Ingeniería-Mención Administración
- Maestría en Ciencias de la Ingeniería- Mención Ambiente
- Maestría en Ciencias de la ingeniería - Mención Transporte
- Maestría en Ciencias de la Ingeniería – Mención Recursos Hídricos
- Maestría en Ciencias de la Ingeniería - Mención Telecomunicaciones
- Maestría en Educación en Ciencias Experimentales y Tecnología
- Maestrías en Generación de Energías Renovables
- Maestría en Geotecnia
- Maestría en Gestión de la Calidad y Evaluación de la Educación Superior
- Maestría en Manejo de Vida Silvestre
- Maestría en Gestión integrada los de Recursos Hídricos (MGIRH)
- Maestría en Análisis y Procesamiento de Imágenes

### Especializaciones
- Especialización en Telecomunicaciones Telefónicas
- Especialización en Productividad Organizacional
- Especialización en Hidráulica
- Especialización en Gestión de Cuencas Hidrográficas
- Especialización en Diseño Estructural de Obras de Arquitectura (EDIEST)
- Especialización en Gestión de las Tecnologías de la Información y las Telecomunicaciones (TICs)

## Investigación

### Institutos UNC-CONICET
Centro de Investigaciones en Ciencias de la Tierra (CICTERRA): 
Instituto de Diversidad y Ecología Animal (IDEA): 
Instituto de Estudios Avanzados en Ingeniería y Tecnología (IDIT)
Instituto de Ciencia y Tecnología de Alimentos Córdoba (ICYTAC):
Unidad ejecutora del Consejo Nacional de Investigaciones Científicas y Técnicas (CONICET) de la República Argentina . Se fundó en el año 2011 y su misión es realizar investigación, servicios y desarrollo en distintas áreas científico- tecnológicas con el enfoque en Alimentos.
Instituto Multidisciplinario de Biología Vegetal: 
En 2011, investigadores del IMBIV generaron una base de datos sobre plantas para investigar la biodiversidad y el cambio climático. La misma contiene unos 3 millones de datos individuales de 69 mil especies. Su creación fue posible gracias a la colaboración internacional de científicos de 106 instituciones. La iniciativa, inédita no solo por la cantidad de información sino también por su estilo colaborativo global y manejado por un comité central coordinador de especialistas de la UNC.